# Haag in Oberbayern
Haag in Oberbayern (amtlich: Haag i.OB) ist ein Markt im oberbayerischen Landkreis Mühldorf am Inn und an der Schnittstelle von B 12 und B 15 gelegen. Er hat als Zentrum des Haager Landes eine bewegte Vergangenheit.

## Geografie

### Geografische Lage
Der Ort liegt in der Region Südostoberbayern im Alpenvorland und bietet dank der erhöhten Lage einen umfassenden Ausblick auf die Kette der Bayerischen Alpen, welche im Süden den Horizont bestimmen. Dort sind auch Relikte aus der letzten Eiszeit, nämlich die Toteiskessel südöstlich der Gemeinde. Haag befindet sich verkehrsgünstig rund 50 km östlich der Landeshauptstadt München, 13 km südlich von Dorfen, 21 km westlich von Waldkraiburg, 14 km nördlich von Wasserburg und 32 km von der Kreisstadt Mühldorf entfernt. Auf der B 15 sind es 48 km nach Landshut sowie 38 km nach Rosenheim. Die nächstgelegene Bahnstation befindet sich im 8 km entfernten Nachbarort Soyen an der Bahnstrecke Rosenheim–Mühldorf, welche von der Südostbayernbahn bedient wird.

### Nachbargemeinden
| - Rechtmehring - Maitenbeth - Isen - Sankt Wolfgang | - Kirchdorf - Reichertsheim - Gars - Soyen |

### Gemeindegliederung
Es gibt 31 Gemeindeteile (in Klammern ist der Siedlungstyp angegeben):
- Aicha (Weiler)
- Altdorf (Dorf)
- Bichl (Dorf)
- Bonweg (Einöde)
- Brand (Weiler)
- Daxau (Weiler)
- Eisenau (Einöde)
- Forchöd (Weiler)
- Haag i.OB (Hauptort)
- Holzapfel (Weiler)
- Joppenpoint (Dorf)
- Kogl (Einöde)
- Kühlsöd (Weiler)
- Lerchenberg (Dorf)
- Moos (Weiler)
- Neuberg (Weiler)
- Oberholz (Einöde)
- Oberndorf (Pfarrdorf)
- Radersberg (Einöde)
- Rain (Dorf)
- Reit (Einöde)
- Röhrmoos (Weiler)
- Rosenberg (Dorf)
- Sandgrub (Einöde)
- Sinkenbach (Weiler)
- Starnhöllmühle (Einöde)
- Stauden (Weiler)
- Voglberg (Dorf)
- Weihermühle (Einöde)
- Wimmer a.d.Straß (Einöde)
- Winden (Kirchdorf)

## Geschichte

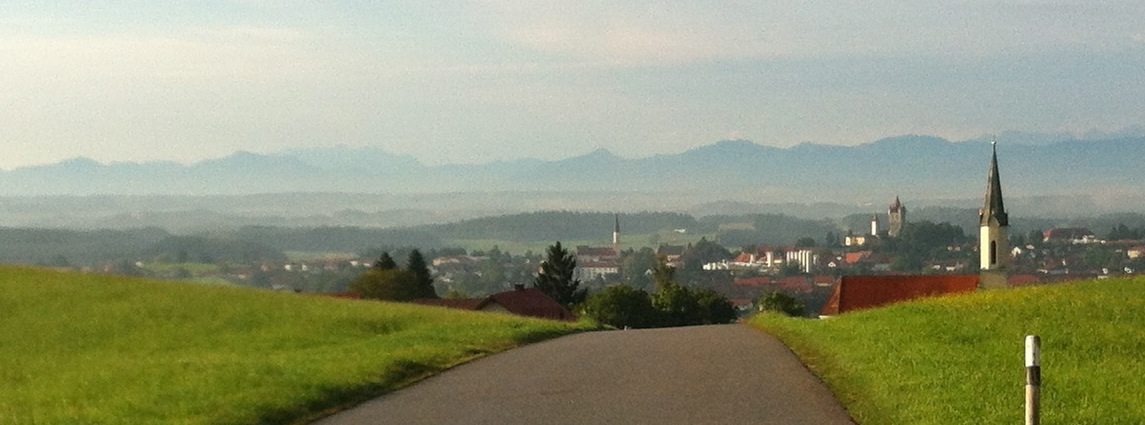
Blick Richtung Süden auf Haag (im Vordergrund Berg, zu Kirchdorf gehörend); im Hintergrund die Alpen

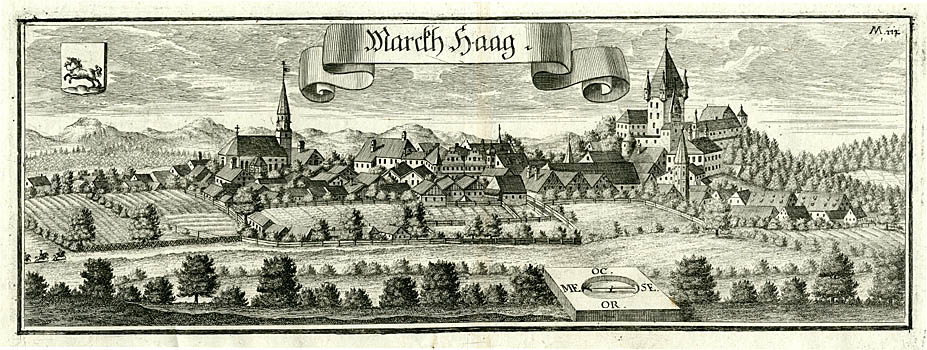
Haag im 18. Jahrhundert (Stich von Michael Wening)

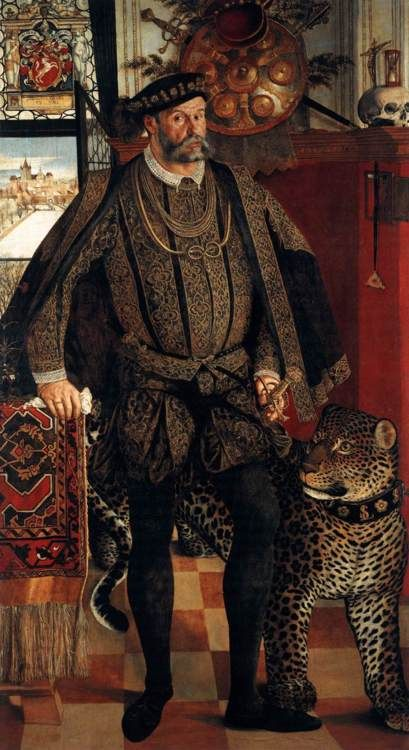
Ladislaus von Fraunberg, Graf zu Haag

### Bis zur Gemeindegründung
Haag wurde erstmals um das Jahr 980 als Sitz des freien Herrengeschlechts „de Haga“ erwähnt.
Im Jahr 1245 wurde Haag von Kaiser Friedrich II. an Sigfrid von Fraunberg übertragen. Gleichzeitig wurde der Grafschaft Haag die hohe Gerichtsbarkeit als Reichslehen bestätigt. Im Jahre 1324 erhielt die Grafschaft das Marktrecht für ihren Markt „zu dem Hage“ von Kaiser Ludwig IV. übertragen.
Im 15. und 16. Jahrhundert wurden die Fraunberger von Reichslehensträgern über Reichsfreiherrn schließlich zu erblichen Reichsgrafen erhoben. 1558 führte Graf Ladislaus von Fraunberg-Haag in der Grafschaft die Religionsfreiheit ein. Dies hatte zur Folge, dass große Teile der Bevölkerung rasch den evangelischen Glauben annahmen. Nach dem erbenlosen Tod von Graf Ladislaus im Jahr 1566 wurde der bayrische Herzog Albrecht V. 1567 mit Haag belehnt, der die Reformation rasch rückgängig machte. Bis 1804 war Haag aber eine, wenngleich bayrisch dominierte, „Freie, den bayrischen Kurlanden nicht eingegliederte Reichsgrafschaft“. Erst dann wurde Haag auch formal Bayern eingegliedert.
1808 wurde Haag selbständige Pfarrei, 1813 wurden die ersten Bürgermeisterwahlen vorgenommen. Im Zuge der Verwaltungsreformen in Bayern entstand mit dem Gemeindeedikt von 1818 die heutige Gemeinde mit Selbstverwaltungsrechten.  Der früher zu Haag gehörige Nachbarort Kirchdorf bei Haag bildete jetzt auch eine eigene Gemeinde.

### 19. und 20. Jahrhundert
1831 wütete ein großer Brand in Haag. 1838 wurde das Landgericht Haag errichtet. Die Trennung der administrativen und juristischen Aufgaben des Landgerichts erfolgte 1862. Dabei wurde das Bezirksamt Wasserburg durch den Zusammenschluss der Landgerichte älterer Ordnung Haag und Wasserburg neu gebildet. 1879 entstand das Amtsgericht Haag.
Im Jahre 1900 wurde die Bahnstrecke Thann-Matzbach–Haag eröffnet.  Am 28. September 1968 stellte die DB den Reisezugverkehr ein,  und am 1. Februar 1974 erfolgte die Einstellung des Gesamtbetriebes auf dem Abschnitt Isen–Haag. Der Rückbau der Gleisanlagen des Abschnittes Isen-Haag begann noch im Februar 1974.
Das Amtsgericht Haag wurde am 1. Januar 1970 aufgelöst.

### Eingemeindungen
Haag erhielt am 1. April 1971 Gebietsteile der aufgelösten Gemeinde Rosenberg. Am 1. Juli 1971 kamen die Gemeinde Winden und Teile von Allmannsau hinzu. Der drei Kilometer entfernte Nachbarort Kirchdorf bei Haag gehörte früher zum Markt, ist aber seit 1818 eine eigene Gemeinde.

### Einwohnerentwicklung
Zwischen 1988 und 2018 wuchs der Markt von 4740 auf 6520 um 1780 Einwohner bzw. um 37,6 %.

## Politik

### Bürgermeisterin
Erste Bürgermeisterin ist seit 2014 Elisabeth Schätz (SPD). Ihr Vorgänger Hermann Dumbs (SPD) war von 1990 bis 2014 24 Jahre lang Erster Bürgermeister von Haag.

### Gemeinderat
Der Gemeinderat setzte sich nach den Kommunalwahlen 2014 und 2020 wie folgt zusammen:
| Partei/Liste                        | Sitze 2020 | Sitze 2014 |
| CSU                                 | 6          | 7          |
| Parteilose Wählergemeinschaft (PWG) | 4          | 5          |
| SPD                                 | 3          | 3          |
| Freie Wähler Haag                   | 3          | 3          |
| Wir für Haag (WFH)                  | 2          | 2          |
| GRÜNE                               | 2          | –          |
| Gesamt                              | 20         | 20         |

### Wappen
| Wappen von Haag in Oberbayern | Blasonierung: „In Rot ein springendes silbernes Ross mit Zaum.“ |
| Wappen von Haag in Oberbayern | Wappenbegründung: Das Gemeindewappen ist dem Wappen des Ortsadelsgeschlechts, der Grafschaft Haag, nachgebildet und zeigt den „Gurren von Haag“, den sogenannten Haager Schimmel auf rotem Grund. Es wird seit dem 18. Jahrhundert von der Gemeinde Haag geführt. |

## Sehenswürdigkeiten

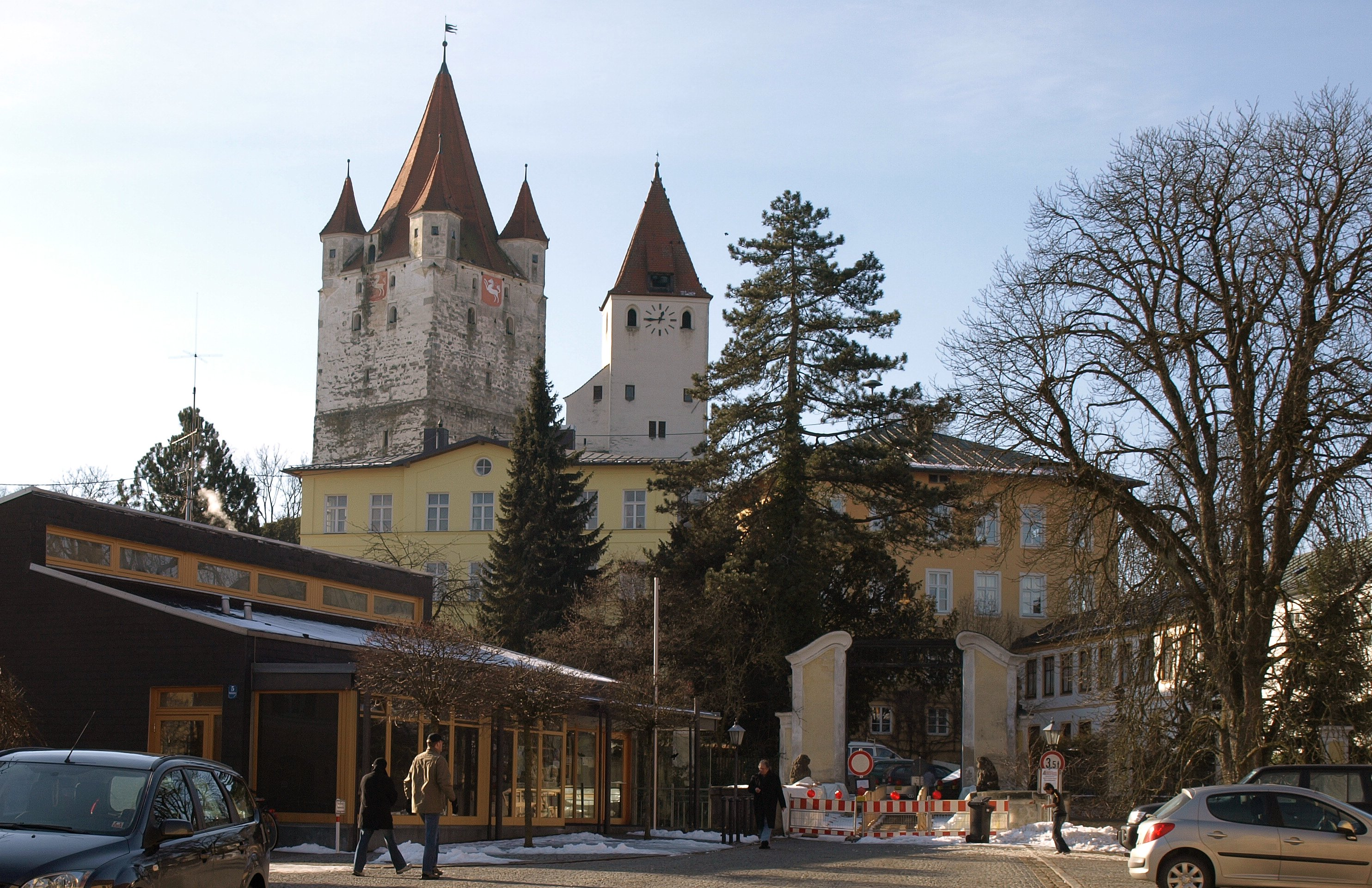
Burg Haag vom Marktplatz aus gesehen

- Burganlage Haag mit großem Schlossturm mit vier Erkern
- Löwenbrunnen, angelegt 1557
- Bräuhaus mit gotischen Treppengiebel, um 1560
- Zehentstadel, um 1538
- Die katholische Pfarrkirche Mariä Himmelfahrt, ehemals Spitalkirche von 1558
- Spitalgebäude von 1588, später altes Rathaus
- Spätere Bräuhausgebäude aus der Barockzeit, 1730–1732
- Rambold-Haus in der Mühldorfer Straße
- Rössler-Haus in der Kirchdorfer Straße
- Friedhofskirche im Nazarenerstil, 1830

## Wirtschaft
Haag hat eine auf Kleingewerbe und Handwerk basierende Wirtschaftsstruktur. Überregional bekannt sind das Milchwerk Jäger mit rund 400 Mitarbeitern, das auf Käseherstellung mit Schwerpunkt italienische Käsesorten spezialisiert ist, und die Unertl-Weißbier-Brauerei.

## Bildungseinrichtungen
Haag verfügt über eine Grund- und Mittelschule und eine Realschule. Diese hatte im Schuljahr 2004/2005 als erste Realschule in Bayern versucht, Schulkleidung verbindlich einzuführen. Seit 2014 besteht diese Verbindlichkeit endgültig nicht mehr. Einen tatsächlichen Zwang zur Schulkleidung konnte es rein schulrechtlich nicht geben, da dies die bayerische Schulordnung nicht vorsieht.

## Söhne und Töchter von Haag
- Ladislaus von Fraunberg-Haag (1505–1566), letzter Graf von Haag
- August von Schätz (1856–1911), Ministerialbeamter in Bayern
- Josef Oberwallner (1884–?), Landrat in Vilsbiburg
- Karl Gebhardt (1897–1948), Chirurg, NS-Verbrecher, hingerichtet wegen Kriegsverbrechen und Verbrechen gegen die Menschlichkeit
- Hermann Zenz (1926–2009), Politiker (CSU)
- Peter Syr (* 1945), Ausstellungsmacher, Kulturmanager und Grafikdesigner
- Sebastian Friesinger (* 1961), Landwirt und Politiker
- Jochen Weigl (* 1971), Fußballspieler und Trainer
- Anne Breitreiner (* 1984), Basketballnationalspielerin